# ヴァルデック＝フランケンベルク郡
ヴァルデック＝フランケンベルク郡 (ドイツ語: Landkreis Waldeck-Frankenberg) は、ドイツ連邦共和国ヘッセン州北部のカッセル行政管区に属す郡である。本郡は、西と北はノルトライン＝ヴェストファーレン州のホーホザウアーラント郡、北はやはりヴェストファーレンのヘクスター郡、東はカッセル郡とシュヴァルム＝エーダー郡、南はマールブルク＝ビーデンコプフ郡、南西はヴェストファーレンのジーゲン＝ヴィトゲンシュタイン郡と境を接している。本郡の人口の約 76 % がプロテスタントで、カトリック信者は約 15 % である。外国人比率は約 5.1 % である。面積は 1,848 km2 で、シュヴァルム＝エーダー郡やフォーゲルスベルク郡を抜いてヘッセンで最も広い郡である。

## 地理
ヴァルデック＝フランケンベルク郡は、ライン・シーファー山地からヘッセン・ベルクラントへの移行部に位置し、全域が中低山地内に含まれる。比較的広い平地は、郡北東部のフォルクマールゼン付近、郡中部（コルバッハ台地）、エーダー川上流域（バッテンベルク (エーダー) - フランケンベルク (エーダー)）および下流域（エーダータール）にあるだけである。最も高いのは、ヴィリンゲン近郊ウプラント地方のランゲンベルクで、843.2 m である。ウプラントの他、バッテンベルク近郊のロタール山地のオーバーヘッセン部分や、ブルクヴァルト、ケラーヴァルトなどの中低山地が郡内にはある。
最も重要な川は、フルダ川の支流であるエーダー川と、ヴェーザー川に直接注ぐディーメル川である。この他に、ディーメル川支流のツヴィステ川、エーダー川支流のイッター川やオルケ川が郡内を流れている。郡内には、大きな自然湖はないものの、多くの堰止め湖がある。エーダー湖がその最大のもので、この湖はヘッセン州最大の湖でもある。ディーメル湖やツヴィステ湖もやはり重要な役割を担っている。
郡内を流れる川のほぼすべてはヴェーザー川を経由して北海へ流れて行くが、南東部を流れるヴォーラ川だけはオーム川、ラーン川、ライン川を経て北海へ注ぐ。

### コルバッハ亀裂
コルバッハ亀裂は、深さ 20 m、幅は最大 3.50 m、長さ約 1 km の地質学上重要な亀裂である。コルバッハ市の中心街から南に約 2 km 離れた、ここはペルム紀の重要な化石採取場である。

## 歴史
ヴァルデック＝フランケンベルク郡は、ヘッセン州の地域再編に伴い1974年1月1日に、北部の旧ヴァルデック郡と南部の旧フランケンベルク郡が合併して成立した。
より広い方の旧ヴァルデック郡は、1929年まではドイツ国を形成する一つの自由州であり、さらにそれ以前はアーロルゼンを首都とする領邦であった。ヴァルデックは1929年にプロイセンのヘッセン＝ナッサウ州に併合され、3つの郡に分割された。エーダー郡（郡庁所在地はバート・ヴィルドゥンゲン）、アイゼンベルク郡（郡庁所在地はコルバッハ）、ツヴィステ郡（郡庁所在地はアーロルゼン）がそれである。1942年以後、これら3つの郡はコルバッハを郡庁所在地とするヴァルデック郡として統合された。
旧フランケンベルク郡は、アムト・グラーデンバッハと共にビーデンコプフ郡を形成するアムト・バッテンベルクの西部およびヘッセン＝カッセルに属すアムト・イッターを含んでいる。1932年にアムト・バッテンベルクはフランケンベルク郡に併合された。
これら2つの旧郡が地域再編によって統合され、その後さらに郡域の修正がなされた。ヴォルフハーゲン郡のフォルクマールゼンおよびマールブルク郡のシッフェルバッハが編入され、ヴァルデック郡に属していたチュッシェンは現在のシュヴァルム＝エーダー郡のフリッツラーの市区となった。
旧両郡の間には現在も文化的な違いがある。ベンラート線が、旧両郡の境界にほぼ沿って通っており、本郡をニーダードイツ（下ドイツ、ヴァルデック部分）とミッテルドイツ（中部ドイツ、ヘッセン部分）とに分けている。プロテスタント教会についてもクアヘッセン＝ヴァルデック教会（旧ヴァルデック郡およびフランケンベルク郡）とヘッセンおよびナッサウ教会（旧フランケンベルク郡の一部）に分かれており、またカトリック教会もパーダーボルン大司教区（旧ヴァルデック郡）とフルダ司教区（旧フランケンベルク郡）とに分かれている。

## 行政

### 郡議会
2021年3月14日の議会選挙後の議席配分は以下の通りである。
| 政党         | 得票率 (%) | 議席数 |
| ------------ | ---------- | ------ |
| CDU          | 28.17      | 20     |
| SPD          | 25.52      | 18     |
| Grüne        | 14.39      | 10     |
| Freie Wähler | 13.81      | 10     |
| FDP          | 8.42       | 6      |
| AfD          | 6.99       | 5      |
| Die Linke    | 2.70       | 2      |
| 合計         | 100.00     | 71     |
| 投票率       | 52.6       | 52.6   |

### 郡長
ラインハルト・クーバートは、2009年7月19日の決選投票で 54.3 % の票を獲得して郡長に選出され、2010年1月1日から郡長職に就任した。
2021年9月26日の郡長選挙決選投票では、無所属のユルゲン・ファン・デア・ホルストが 51.1 % の票を獲得して現職のラインハルト・クーバート (SPD) に勝利した。ファン・デア・ホルストはこれ以前はバート・アーロルゼンの市長を務めていた。

### 紋章
図柄: 青地と金地に斜めに二分割。上部は青地で銀と赤のストライプに彩色されたヘッセンの獅子の半身。下部は金地で、8つの突起を持つ黒いヴァルデックの星。（1974年6月21日に認可された）
フランケンベルク市とヘッセン方伯およびその後裔であるヘッセン州の意匠である獅子は、本郡南部の旧フランケンベルク郡を象徴している。星はヴァルデック侯領の紋章であり、旧ヴァルデック郡で広く用いられている。

## 経済
本郡は伝統的にどちらかと言えばドイツでも工業化の遅れた地域に属しており、人口密度も 88 人/km2 とフォーゲルスベルク郡に次いでヘッセン州で2番目に少ない。特にウプラント地方の辺鄙な山間部では20世紀半ばまで貧困な状態にあった。
農林業は、この田舎の郡において現在も重要な役割を担っている。郡内の 784 km2 が農業に利用され、843 km2 が森林である。これらを合わせると、郡の総面積の 88 % に達する。全部で 2220件の農業経営者に対して、被傭者はわずか 572人で、全被傭者の 1 % 強にすぎない（2008年現在）。工業は中規模都市の郊外にわずかに存在するだけで、コルバッハ、バート・アーロルゼン、エーダー川上流域に位置するいくつかの大きな企業は、最も重要な雇用主となっている。主要な産業分野は、家具製造業、合成樹脂加工業、およびゴム産業で、全被傭者の 42 % がこれらの産業分野で働いている。
コルバッハ、バート・アーロルゼン、バート・ヴィルドゥンゲン、フランケンベルクの4つの中級中心都市は、サービス業の重要な都市となっており、観光業が重要な部分を担っている。レジャー地域「ヴァルデッカー・ラント」（旧フランケンベルク郡も含まれる）はヘッセン州で最も重要なレジャーランドの一つとなっており、ドイツ全土、特に隣接するノルトライン＝ヴェストファーレン州や歴史的背景を持つオランダ（現在のオランダ女王ベアトリクスの祖母エンマはヴァルデック侯家出身である）から多くの観光客が訪れる。ヘッセンのウプラント地方では、ウィンタースポーツが重要な役割を担っている。特にヴィリンゲンはスキージャンプ・ワールドカップの開催地として重要である。この他の郡域、特にエーダー湖のような大きな堰止め湖に面した町は、夏になると約 40 km 離れたカッセルやマールブルクから多くの保養客が訪れる。2004年にケラーヴァルト＝エーダーゼー自然公園が設けられ、一層の付加価値が付けられた。また、数多くの木組み建築が遺る歴史的旧市街（コルバッハとバート・アーロルゼンはドイツ木組みの家街道に加盟している）も興味深い。旧ヴァルデック郡に多く遺る城塞や城館がさらに感興を加える。特に18世紀にヴェルサイユ宮殿をモデルに建造されたバート・アーロルゼンの宮殿は見応えがある。

### 交通
カッセルからドルトムントに向かう連邦アウトバーン A44号線が郡北部のディーメルシュタットをわずかな区間通っているだけで、ヴァルデック＝フランケンベルク郡にはアウトバーン網へのインターチェンジは存在していない。南東の郡域に近いところを A49号線が通っている。空白地帯を東西に結ぶ計画路線 A4号線は郡の南部を通ることになっている。また、1970年代まではギーセンからブレーメンまで郡内を南北に走る A5号線延長計画が議論されていた。この計画は断念され、マールブルクからフランケンベルク、コルバッハ、バート・アーロルゼンを経由してヴァールブルクやパーダーボルンに至る連邦道 B252号線がその役割を担っている。この他の郡内を通る連邦道としては、ミュンヒハウゼンを起点としてバッテンベルクとブロムスキルヒェンで本郡を抜ける B236号線、カッセルからヴァルデック＝ザクセンハウゼン、コルバッハ、ヴィリンゲンを経由してブリロンに至る B251号線、バート・ヴィルドゥンゲンからフランケンベルク、バッテンベルクを経由してディレンブルクに至る B253号線、フリッツラーおよびヴォルフハーゲンからバート・アーロルゼンに至る B450号線、バート・ヴィルドゥンゲンからバート・アーロルゼンに至る B485号線がある。
本郡は、鉄道 コルバッハ - バート・アーロルゼン - フォルクマールゼン線によってカッセル方面と結ばれており、コルバッハ - ヴィリンゲン - ブリロン・ヴァルト線、フランケンベルク - マールブルク線、バート・ヴィルドゥンゲン - ヴァーベルン線が設けられている。廃止されたコルバッハ - フランケンベルク間の再興が検討されているが、その資金調達については明らかにされていない。この他の廃止路線としては、アレンドルフ (エーダー)からバート・ベルレブルクへのオーベーレ・エーダータール鉄道、フランケンベルクからアレンドルフとヴィンターベルクを経由してベストヴィヒへのルール＝エーダー鉄道、コルバッハからバート・ヴィルドゥンゲンへのエーダーゼー鉄道がある。

## 市町村
| 市 1. バート・アーロルゼン (Bad Arolsen 15,984) 2. バート・ヴィルドゥンゲン (Bad Wildungen 17,473) 3. バッテンベルク (エーダー) (Battenberg (Eder) 5,585) 4. ディーメルシュタット (Diemelstadt 5,360) 5. フランケナウ (Frankenau 2,886) 6. フランケンベルク (エーダー) (Frankenberg (Eder) 18,138) 7. ゲミュンデン (ヴォーラ) (Gemünden (Wohra) 3,915) 8. ハッツフェルト (エーダー) (Hatzfeld (Eder) 3,000) 9. コルバッハ (Korbach 24,089) 10. リヒテンフェルス (Lichtenfels 4,114) 11. ローゼンタール (Rosenthal 2,111) 12. フォルクマールゼン (Volkmarsen 6,830) 13. ヴァルデック (Waldeck 6,780) 町村 1. アレンドルフ (エーダー) (Allendorf (Eder) 7,649) 2. ブロムスキルヒェン (Bromskirchen 該当する市町村コードがありません: 06,635,005) 3. ブルクヴァルト (Burgwald 4,947) 4. ディーメルゼー (Diemelsee 4,686) 5. エーダータール (Edertal 6,284) 6. ハイナ (クロスター) (Haina (Kloster) 3,315) 7. ツヴィステタール (Twistetal 4,227) 8. フェール (Vöhl 5,553) 9. ヴィリンゲン (ウプラント) (Willingen (Upland) 6,263) 人口は、2023年12月31日現在の数値である。 |

## 引用
1. 1 2  Hessisches Statistisches Landesamt: Bevölkerung in Hessen am 31.12.2023 (Landkreise, kreisfreie Städte und Gemeinden, Einwohnerzahlen auf Grundlage des Zensus 2011)]
2. ↑  Gesetz zur Neugliederung der Landkreise Frankenberg und Waldeck vom 28. September 1973 GVBl. I S. 359
3. ↑  “Kreistagswahl Landkreis Waldeck-Frankenberg am 14.03.2021”. 2022年3月5日閲覧。
4. ↑  “Landratswahl Landkreis Waldeck-Frankenberg am 26.09.2021”. 2022年3月5日閲覧。
5. ↑  Zahlen, Daten und Fakten des Landkreises Waldeck-Frankenberg